# سلنيغ (أنغلزي)
سلنيغ (بالإنجليزية: Sling, Llanddona)‏ هي منطقة سكنية تقع في ويلز في أنغلزي.